# West Oxfordshire
Il West Oxfordshire è un distretto dell'Oxfordshire, Inghilterra, Regno Unito, con sede a Witney.
Il distretto fu creato con il Local Government Act 1972, il 1º aprile 1974 dalla fusione del municipal borough di Chipping Norton con il distretto urbano di Norton and Witney, il distretto rurale di Chipping Norton e il distretto rurale di Witney.

## Parrocchie civili
- Alvescot
- Ascott-under-Wychwood
- Asthal
- Aston, Cote, Shifford and Chimney
- Bampton
- Black Bourton
- Bladon
- Blenheim
- Brize Norton
- Broadwell
- Bruern
- Burford
- Carterton
- Cassington
- Chadlington
- Charlbury
- Chastleton
- Chilson
- Chipping Norton
- Churchill
- Clanfield
- Combe
- Cornbury and Wychwood
- Cornwell
- Crawley
- Curbridge
- Ducklington
- Enstone
- Eynsham
- Fawler
- Fifield
- Filkins and Broughton Poggs
- Finstock
- Freeland
- Fulbrook
- Glympton
- Grafton and Radcot
- Great Rollright
- Great Tew
- Hailey
- Hanborough
- Hardwick-with-Yelford
- Heythrop
- Holwell
- Idbury
- Kelmscott
- Kencot
- Kiddington with Asterleigh
- Kingham
- Langford
- Leafield
- Lew
- Little Faringdon
- Little Tew
- Lyneham
- Milton-under-Wychwood
- Minster Lovell
- North Leigh
- Northmoor
- Over Norton
- Ramsden
- Rollright
- Rousham
- Salford
- Sandford St. Martin
- Sarsden
- Shilton
- Shipton-under-Wychwood
- South Leigh
- Spelsbury
- Standlake
- Stanton Harcourt
- Steeple Barton
- Stonesfield
- Swerford
- Swinbrook and Widford
- Tackley
- Taynton
- Westcot Barton
- Westwell
- Witney
- Woodstock
- Wootton
- Worton